# Fiskegård
En fiskegård (også fiskegærde eller fiskehegn) er et fast fangstanlæg til passivt fiskeri. En fiskegård består af en permanent indhegning bestående af pæle og kviste der spærrer dele af et vandløb eller en sø. Når fiskene kommer svømmende, rammer de fiskegærdet og følger det ud. For enden sidder en ruse eller lignende, der fanger fiskene. Fiskegårde har været op mod 100 meter lange. Gærderne kan i princippet stå ude hele året.
Fiskegårde var tidligere udbredt mange steder i Danmark. I 1664 var der f.eks. 35 fiskegårde alene på det nederste stykke af Gudenåen fra Ulstrup til Randers. Mest anvendt var ålegårde (også ålekister eller ålekurv), som ofte blev sat op ved vandmøllernes frivandssluser. I Slien ud for byen Kappel findes endnu i dag et sildegærde.